# Волавлє
Волавлє (словен. Volavlje) — поселення в общині Любляна, Осреднєсловенський регіон, Словенія. Висота над рівнем моря: 593 м.